# أحمد فال بن الدين
أحمد فال ولد الدين (مواليد 1977) صحفي محترف وكاتب وروائي موريتاني، يعمل موجهاً للمعايير التحريرية بشبكة الجزيرة، وعمل مراسلا تلفزيونيا ميدانيا للقناة على فترات متقطعة وفي بلدان مختلفة، صدرت له 3 روايات أدبية وكتابين، ودخلت روايته «دانشمند» القائمة الطويلة لجوائز البوكر العربية لعام 2025، يتميز بين مراسلي الجزيرة بلغته العربية الصقيلة المستقاة من ثقافة شنقيطية أصيلة. 
بدأ عمله مراسلا لقناة الجزيرة في جنوب أفريقيا. حيث كان أهم صحافيي القناة الذين غطوا كأس العالم الذي نظم للمرة الأولى في إفريقيا عام 2010. 
درس ولد الدين في المدارس الأهلية المعروفة في موريتانيا بالمحاظر. ثم درس الأدب في جامعة نواكشوط ودرس اللغة الإنكليزية في الولايات المتحدة الأميركية. يكتب ولد الدين في قضايا كثيرة مثل الأدب والسياسة وله مدونة خاصة تحمل اسم «كنّاشِ أحمد فال ولد الدين». اعتقل أحمد فال ولد الدين إثر تغطيته للأحداث الدائرة في ليبيا في مارس 2011، ثمّ أطلق سراحه ليعود إلى نواكشوط سالماً. يعرف عنه بطولته وتغنيه بشعر دريد بن الصمة ونثر الجاحظ. صدر له كتابان وروايتان. 

## مؤلفات
- أحمد فال ولد الدين (2019). الشّيباني (ط. الأولى). تونس: دار التنوير للطباعة والنشر. ISBN:9789983941289.

- أحمد فال ولد الدين (2018). الحَدَقي (ط. الأولى). تونس: مسكيلياني للنشر والتوزيع. ISBN:9789938992779.

- أحمد فال بن الدين (2012). في ضيافة كتائب القذافي: قصة اختطاف فريق الجزيرة في ليبيا (ط. الأولى). بيروت: الشبكة العربية للأبحاث والنشر. ISBN:9789953533827.